# 김가현 (아나운서)
김가현(1997년 2월 13일 ~ )은 SBS 아나운서다.

## 학력
- 합포고등학교
- 한양대학교 교육공학과

## 경력
- 2019년 ~ 2021년 : KBS N 스포츠 아나운서
- 2021년 ~ 현재 : SBS 아나운서

## 진행

### 현재

#### TV
- SBS TV 《평일 모닝와이드 1, 2부》 여성 앵커 - 2025년 7월 21일 ~ 현재
- SBS TV 《스포츠 투나잇》 MC - 2025년 7월 22일 ~ 현재

### 과거

#### TV
- KBS N Sports 현장 리포팅 - 2020년 ~ 2021년
- SBS TV 《평일 SBS 8 뉴스 - SBS 스포츠뉴스》 임시 앵커 - 2021년 10월 13일, 2021년 11월 29일, 2022년 3월 14일 ~ 2022년 3월 18일, 2022년 9월 22일 ~ 2022년 9월 30일[1]
- SBS TV 《SBS 오 뉴스》 서브 앵커 - 2021년 11월 1일 ~ 2023년 3월 24일
- SBS TV 《생방송 투데이》 임시 여성 MC - 2021년 12월 28일, 2022년 6월 13일 ~ 2022년 6월 20일
- SBS TV 《베이징 투나잇》 MC - 2022년 2월 5일 ~ 2022년 2월 19일
- SBS TV 《주말 SBS 8 뉴스 - SBS 스포츠뉴스》 임시 앵커 - 2022년 3월 19일 ~ 2022년 3월 27일[2]
- SBS TV 《스포츠 투나잇》 임시 MC - 2022년 4월 18일[3]
- SBS TV 《평일 SBS 8 뉴스 - SBS 스포츠뉴스》 앵커 - 2022년 10월 31일 ~ 2023년 3월 31일
- SBS TV 《평일 SBS 8 뉴스》 여성 앵커 - 2023년 4월 3일 ~ 2025년 7월 18일

## 출연

### 과거

#### TV
- KBS Joy 《연애의 참견 3》 재연 배우
- KBS Joy 《무엇이든 물어보살》
- SBS TV 《열린TV 시청자세상 - 클릭 시청자 목소리》 패널 - 2021년 11월 11일 ~ 2022년 10월 27일
- SBS TV 《꼬리에 꼬리를 무는 그날 이야기》 게스트 - 2022년 12월 8일

#### 라디오
- SBS 파워 FM 《조정식의 펀펀투데이》 게스트 - 2022년 7월 22일